# تبلیغ دینی
تبلیغ دینی سیاست تلاش برای تبدیل دین یا سیاست باورهای افراد است.
انجام تلاش برای القای باورها را می‌توان تبلیغ دینی نامید.
ممکن است با دعوت (مسیحیت) یا دعوت (اسلام) مترادف در نظر گرفته شود.

## نوکیشی در دین‌ها

### کیش زرتشتی
به نقل از زرتشت گزارش شده است که: «ای خداوند خرد هنگامیکه در روز ازل جسم و جان آفریدی و از منش خویش نیروی اندیشیدن و خرد بخشیدی. زمانی که به تن خاکی روان دمیدی و به انسان نیروی کار کردن و سخن گفتن و رهبری کردن عنایت فرمودی خواستی تا هر کس به دلخواه و با کمال آزادی راه و کیش خود را برگزیند.» (هات ۳۱ بند ۱۱). اما با این حال، زرتشتیان تمام مخالفان دینی خویش را دشمن خدا تلقی می‌کردند. قدیمی‌ترین متنی که از مجازات اعدام در زرتشت سخن به میان آورده است، نامه تنسر به اردشیر بابکان می‌باشد. بر طبق متن نامه، اعدام مرتد حتی در عصر ساسانیان نیز گسترش داشته است.

### یهودیت
در آیین یهود، فرد مرتد به سنگسار محکوم می‌شود. همین‌طور در سفر خروج و باب ۲۲، از حکم اعدام به دست پاکان، در دوران گوساله پرستی اصحاب موسی گزارش شده است. دیگر احکام مرتد در یهود، مصادره اموال و عدم قبول شهادت است.

### مسیحیت
در آیین مسیحیت نیز، ارتداد جرم تلقی می‌شود. در عصر کنستانتین، ارتداد در مسیحیت یک جرم اجتماعی بود و شخص مرتد از ارث محروم و صلاحیت شهادت نداشت. حکومت‌ها نیز برای این جرم اجتماعی مجازات مختلفی از جمله اعدام را اجرا می‌کردند. در عصر جنگ‌های صلیبی و با به‌وجود آمدن دادگاه‌های تفتیش عقائد در مسیحیت، افراد مرتد، زنده به آتش می‌افتادند. با این وجود کلیسا همواره روحیه رحمانی خویش را حفظ کرده و سعی در بخشش مرتد داشت. به همین منظور به هر شخص مرتد به امید بازگشت به مسیحیت، چند مرتبه نصیحت صورت می‌گرفت.

### اسلام

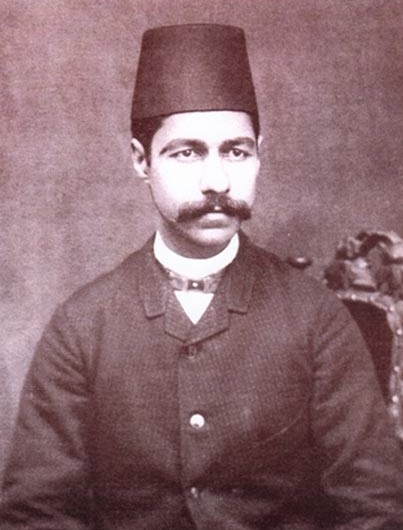
میرزا آقاخان کرمانی قبل از به قتل رسیدن توسط بنیادگرایان شیعه

ارتداد به معنای مراجعه به دینی دیگر که در اسلام و سایر ادیان به عمل فرد نوکیش نسبت داده می‌شود، در اسلام به عنوان یک گناه تعریف شده است. اسلام با وجود پذیرش همزیستی تعدادی از ادیان در کنار هم، ارتداد را یک جرم تلقی کرده و برای آن کیفر قرار داده است. به عقیده برخی از پژوهشگران دینی، ارتداد در اسلام یک جرم سیاسی-اجتماعی است که قرآن تنها یک مرتبه و پس از بیان احکام محارب به آن اشاره داشته است. به عقیده این گروه، حکم ارتداد می‌تواند نسبت به زمان و مکان و شرایط، تغییر نماید. سید محمدسعید حکیم از مراجع تقلید شیعه، حکم مجازات مرتد در دنیا را، به‌طور کلی منتفی می‌داند.
مرتد در اسلام، اگر زن باشد، به حبس محکوم است تا توبه نماید؛ و اگر مرد و ارتدادش به شکل فطری باشد، محکوم به اعدام است و اگر به شکل ملی باشد، به حبس محکوم است تا توبه داده شود. بنابر آنچه در تبیان نوشته شده است، در دین اسلام، هر کس دین را ترک کند، به سه شرط مرتد شناخته و حکم «ارتداد» شاملش می‌شود. این سه شرط عبارتند از: شخص باید بالغ و مسلمان باشد و از اسلام بازگردد، شخص ارتداد خویش را اظهار کند و به آنچه اظهار می‌کند، دانا باشد.